# 自衛隊のC4Iシステム

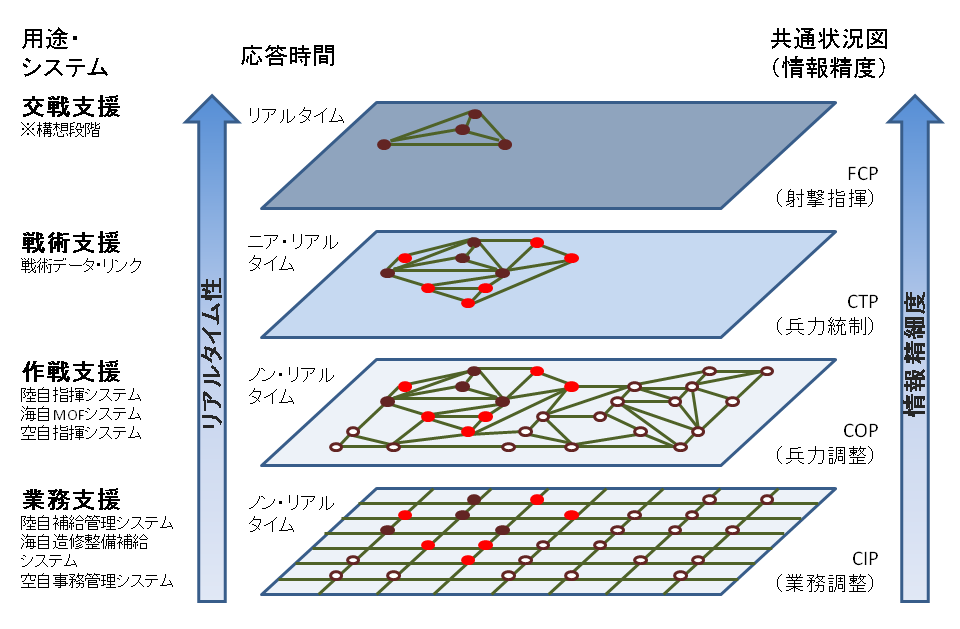
3自衛隊が整備するC4Iシステムの概念。

本項では、防衛省・自衛隊のC4Iシステム（シー・クァドラプル・アイ・システム）について述べる。
なお、平成18年3月の統合幕僚監部新設に伴い、自衛隊部隊の基本運用形態が統合運用に変化したことから、現在の名称はC4I2（Command〈指揮〉 Control〈統制〉 Communication〈通信〉 Computers〈コンピュータ〉 Intelligence〈情報〉 Interoperability〈相互運用性〉）となっている。

## 概要
防衛省・自衛隊のC4Iシステムは、情報精細度と応答時間に応じて3タイプに整理しての整備が進められている。このうち、もっともリアルタイム性・精細度が高い情報を扱うシステムについては、アメリカ軍の共同交戦能力の導入が2020年（令和2年）就役のまや型護衛艦により実現され、また陸自の10式戦車や16式機動戦闘車が有する10式ネットワークも同等の機能を有している。また、もっともリアルタイム性・精細度が低く、広域にわたる情報を扱うシステムについては、作戦支援系システムと業務支援系システムの2系列が整備されている。
これらシステムの整備は当初、防衛省と3自衛隊がそれぞれの用途に応じて進めていた。ただし、共通通信システムの防衛情報通信基盤（DII:Defense Information Infrastructure）と、共通基本ソフトウェアの防衛省共通運用基盤（COE: Common Operating Environment）の整備により、自衛隊のC4Iシステムの相互運用性は飛躍的に向上した。またXバンド防衛通信衛星の整備により本省と3自衛隊それぞれの間での高速・大容量の衛星通信が可能となり、3自衛隊の統合運用能力が高まった。
また2017年（平成29年）度予算から認められた「全国的運用を支えるための前提となる情報通信能力の強化」により、防衛省・自衛隊の指揮統制システムは順次クラウド化による一体的な整備が行われ、これにより共通の基盤・端末を使用することで、運用面での柔軟性や抗堪性を向上すると同時に整備コストの縮減が行われている。

## 防衛省
中央指揮システム（Central Command System：CCS）
防衛大臣が自衛隊の指揮中枢（最高司令部）の中央指揮所で指揮統制する際に使用されるシステム。自衛隊の有機的・効率的な能力発揮を図るための要の存在となるシステムである。
当初の中央指揮システムは内部部局・統合幕僚監部の中央システム、情報本部の情報支援システム、各幕の陸幕システム、海幕システム、空幕システムの5つの要素で構成された。
その後、先述の自衛隊の指揮統制システムのクラウド化により、中央指揮システムは中央指揮所並びに専用通信系及び中央システムにより構成されるシステムと再定義された。システムを構成する要素の内、専用通信系は中央指揮所・内部部局・各（統合・陸・海・空）幕僚監部・情報本部や防衛大臣直轄部隊司令部等の通信を担当する。これにより従前の中央指揮システムを構成した陸海空の各幕システムは各自衛隊の指揮統制システムに内包され、また情報本部の情報支援システムは情報本部共通基盤に再構成された。
中央指揮システムは下記の各自衛隊の作戦級システムと緊密に連接され、また総理大臣官邸・各省庁・在日アメリカ軍間と相互に連接している。アメリカ軍の汎地球指揮統制システムとほぼ匹敵するものである。
なお、統合幕僚監部の指揮統制システムのクラウド化は令和6年（2024年）度から令和10年（2028年）度末までに中央クラウドとして、防衛省全体の指揮統制システムのクラウド化は防衛省クラウド（仮称）として令和11年度（2029年）以降に実施される予定である。

## 陸上自衛隊
陸上自衛隊が現在配備しているC4Iシステムは、指揮統制を目的として主に作戦階梯で運用される駐屯地固定型の方面隊指揮システム等の陸自指揮システムと、第一線部隊が作戦地域において使用する基幹連隊指揮統制システム（ReCs）等の戦術級の野外型システムに区分される。また、これらの各階梯間と各階梯内のC4Iシステムを連接する通信システムとして、方面隊レベルで使用される方面隊電子交換システム（AESS）と、師団以下のレベルで使用される師団通信システム（DICS）、AESSとDICSの後継の野外通信システムがある。
なお、陸自指揮システムは、陸上自衛隊が独自開発したAP2000（Advanced Paradigm 2000）アーキテクチャを採用しているが、これは、その優れた柔軟性などを買われて、3自衛隊の統合運用を見据えた防衛省共通運用基盤に採用されたもので、陸上自衛隊のすべてのC4Iシステムに採用されたほか、海上自衛隊のMOFシステムなどにも導入された。これにより、自衛隊のC4Iシステムの相互運用性は飛躍的に向上した。

## 海上自衛隊
海上自衛隊が現在配備しているC4Iシステムは、指揮統制を目的として主に作戦階梯で運用されるMARSシステム（海上自衛隊指揮統制・共通基盤システム）と、主に戦術階梯で運用されるイージスシステム等の戦術情報処理装置や、リンク 16等の戦術データ・リンクがある。
MARSシステムは、各階梯の部隊指揮官の間で共通作戦状況図（COP: Common Operational Picture）を作成することを目的としている。情報処理システム、意思決定支援システムとしての要素が強いが、SUPERBIRD衛星通信など、各級部隊指揮官を連絡するための通信システムの要素も含まれている。
戦術情報処理装置は、各艦の戦闘の統制を目的とした情報処理システムで、戦術データ・リンクは、これら各艦の戦術情報処理装置を連接するためのネットワーク・システムである。戦術情報処理装置として、イージス艦にはイージスシステムが、その他の護衛艦ではOYQシリーズが戦闘指揮所（CIC）に設置されている。戦術データ・リンクとしては、当初はリンク 11あるいはリンク 14が使用されていたが、1990年代後半より、順次新型のリンク 16への移行が始まっている。

## 航空自衛隊
航空自衛隊は、1969年より運用を開始した自動警戒管制組織（BADGEシステム）により、自衛隊でもっとも早くからC4I化に着手していた。これは、全国規模で指揮命令、航空機の航跡情報等を伝達・処理する航空警戒管制システムであり、作戦・戦術級C4Iシステムというべきものであった。作戦機に対する指示は、秘匿通話および戦術データ・リンクによって行なわれていたが、そのデータ・リンクは独自の規格によるTDDLであり、F-104より対応した。作戦機側の端末装置としては、F-4EJではN/APR-620（のちにJ/ARR-670）が、F-15JではJ/ASW-10が、F-2ではJ/ASW-20が使われていた。
また、BADGEシステムの前線指揮所としてE-2 早期警戒機およびE-767 早期警戒管制機の配備が行なわれた。これらは、高高度に捜索レーダーを進出させることによって、より遠距離での経空脅威の探知を可能とし、また前線において的確な指揮統制を行なうとともに、リンク 11によって地上・洋上との目標情報の共有も可能である。
その後、1990年代より、情報科学技術の進歩を背景に、性能と相互運用性の向上を目的とした再構築が行なわれた。これによって、BADGEシステムより高位の最上位の作戦級C4Iシステムとして、中央指揮システムの構成要素でもある中央システム、空幕システムと、航空自衛隊の各部署の航空総隊指揮システム、航空支援集団指揮システム、補給本部指揮システムの合計5つの構成要素からなる航空自衛隊指揮システム（JACS)が整備されるとともに、BADGEシステムについても、陸海自衛隊の作戦級C4Iシステムとの相互運用性を向上させたJADGEシステムによって更新された。
続いて2017年度より空自のC4Iシステムは他の自衛隊同様に順次クラウド化され、航空自衛隊クラウドサービス（ACI)となった。空自クラウドサービスは共通プラットフォーム・共通システム・指揮システム等で構成される。主なサービスとして指揮管理通信システム・セキュリティサービス・共通サービス・指揮統制サービスがある。上記を含む各提供サービスと以前のシステムは次のように対応する（括弧内が以前のシステム名）。
1. 目標情報サービス（目標情報解析装置）
2. 指揮管理通信サービス（指揮管理通信システム）
3. 指揮統制サービス（航空自衛隊指揮システム）
4. 後方支援サービス（事務共通システム）
5. セキュリティサービス（システム監査ツール）
6. 飛行管理サービス（飛行管理情報処理システム）
7. 作戦解析模擬サービス（空自作戦用シミュレーションシステム）
8. 電子戦データ支援サービス（電子戦支援用データ管理装置）
9. 目標情報サービス（目標情報解析装置）
10. 研究開発・評価サービス（データ解析用電子計算機システム）
11. レーダー評価解析サービス（レーダー評価装置）
12. 教育サービス（術科学校CAIサービス）

戦術級通信システムとしてはリンク 16が採用されつつあり、F-15J近代化改修時にリンク16用の戦術データ交換システム端末（MIDS-FDL）の搭載が行われた。MIDS-FDLが搭載できないとされていたF-15J Pre-MSIP機やF-2には、より安価で小型の自衛隊デジタル通信システム（JDCS(F)）が開発されたが Pre-MSIP機への量産改修は見送られ、F-2に対してのみ20機分の予算計上が行われた。その後F-2に対しては、令和2年度からリンク16端末の搭載改修を行う予算計上が開始されている。